# FIS wereldkampioenschappen snowboarden 2017
De FIS wereldkampioenschappen snowboarden 2017 werden van 7 tot en met 19 maart 2017 gehouden in de Spaanse Sierra Nevada. Er stonden veertien onderdelen op het programma, zeven voor mannen en zeven voor vrouwen. Nieuw op het programma was het onderdeel snowboardcrossteams voor mannen en vrouwen. Tegelijkertijd werden in de Sierra Nevada de wereldkampioenschappen freestyleskiën 2017 georganiseerd.

## Programma
| Datum    | Tijd        | Mannen                         | Vrouwen                        |
| -------- | ----------- | ------------------------------ | ------------------------------ |
| 09 maart | 09:20       | Slopestyle (kwalificaties)     | Slopestyle (kwalificaties)     |
| 10 maart | 09:20       | Halfpipe (kwalificaties)       | Halfpipe (kwalificaties)       |
| 10 maart | 10:20       | Snowboardcross (kwalificaties) | Snowboardcross (kwalificaties) |
| 11 maart | 12:00       | Slopestyle (finales)           | Slopestyle (finales)           |
| 11 maart | 20:00       | Halfpipe (finales)             | Halfpipe (finales)             |
| 12 maart | 12:00       | Snowboardcross (finales)       | Snowboardcross (finales)       |
| 13 maart | 12:00       | Snowboardcross (teams)         | Snowboardcross (teams)         |
| 14 maart | 09:00 13:00 | Parallelreuzenslalom           | Parallelreuzenslalom           |
| 15 maart | 09:00 13:00 | Parallelslalom                 | Parallelslalom                 |
| 16 maart | 10:05       | Big Air (kwalificaties)        | Big Air (kwalificaties)        |
| 17 maart | 19:30       | Big Air (finales)              | Big Air (finales)              |

## Medailles

### Mannen
| Onderdeel             | Goud | Goud                           | Zilver | Zilver                         | Brons | Brons                           |
| --------------------- | ---- | ------------------------------ | ------ | ------------------------------ | ----- | ------------------------------- |
| Big Air               | NOR  | Ståle Sandbech                 | USA    | Chris Corning                  | NOR   | Marcus Kleveland                |
| Halfpipe              | AUS  | Scotty James                   | SUI    | Iouri Podladtchikov            | SUI   | Patrick Burgener                |
| Parallelreuzenslalom  | AUT  | Andreas Prommegger             | AUT    | Benjamin Karl                  | SUI   | Nevin Galmarini                 |
| Parallelslalom        | AUT  | Andreas Prommegger             | AUT    | Benjamin Karl                  | RUS   | Andrej Sobolev                  |
| Slopestyle            | BEL  | Seppe Smits                    | SUI    | Nicolas Huber                  | USA   | Chris Corning                   |
| Snowboardcross        | FRA  | Pierre Vaultier                | ESP    | Lucas Eguibar                  | AUS   | Alex Pullin                     |
| Snowboardcross (team) | USA  | Hagen Kearney Nick Baumgartner | ESP    | Regino Hernández Lucas Eguibar | CAN   | Kevin Hill Christopher Robanske |

### Vrouwen
| Onderdeel             | Goud | Goud                                | Zilver | Zilver                       | Brons | Brons                          |
| --------------------- | ---- | ----------------------------------- | ------ | ---------------------------- | ----- | ------------------------------ |
| Big Air               | AUT  | Anna Gasser                         | FIN    | Enni Rukajärvi               | NOR   | Silje Norendal                 |
| Halfpipe              | CHN  | Cai Xuetong                         | JPN    | Haruna Matsumoto             | FRA   | Clémence Grimal                |
| Parallelreuzenslalom  | CZE  | Ester Ledecká                       | SUI    | Patrizia Kummer              | RUS   | Jekaterina Toedegesjeva        |
| Parallelslalom        | AUT  | Daniela Ulbing                      | CZE    | Ester Ledecká                | RUS   | Alena Zavarzina                |
| Slopestyle            | CAN  | Laurie Blouin                       | NZL    | Zoi Sadowski-Synnott         | JPN   | Miyabi Onitsuka                |
| Snowboardcross        | USA  | Lindsey Jacobellis                  | FRA    | Chloé Trespeuch              | ITA   | Michela Moioli                 |
| Snowboardcross (team) | FRA  | Nelly Moenne-Loccoz Chloé Trespeuch | FRA    | Manon Petit Charlotte Bankes | USA   | Lindsey Jacobellis Faye Gulini |

### Medailleklassement
| Plaats | Land             | Goud | Zilver | Brons | Totaal |
| 1      | Oostenrijk       | 4    | 2      | 0     | 6      |
| 2      | Frankrijk        | 2    | 2      | 1     | 5      |
| 3      | Verenigde Staten | 2    | 1      | 2     | 5      |
| 4      | Tsjechië         | 1    | 1      | 0     | 2      |
| 5      | Noorwegen        | 1    | 0      | 2     | 3      |
| 6      | Australië        | 1    | 0      | 1     | 2      |
| 6      | Canada           | 1    | 0      | 1     | 2      |
| 8      | België           | 1    | 0      | 0     | 1      |
| 8      | China            | 1    | 0      | 0     | 1      |
| 10     | Zwitserland      | 0    | 3      | 2     | 5      |
| 11     | Spanje           | 0    | 2      | 0     | 2      |
| 12     | Japan            | 0    | 1      | 1     | 2      |
| 13     | Rusland          | 0    | 0      | 3     | 3      |
| 14     | Finland          | 0    | 1      | 0     | 1      |
| 14     | Nieuw-Zeeland    | 0    | 1      | 0     | 1      |
| 16     | Italië           | 0    | 0      | 1     | 1      |
| Totaal | Totaal           | 14   | 14     | 14    | 42     |